# Кемеровский троллейбус
Кемеровский троллейбус — троллейбусная система городского общественного транспорта в городе Кемерово, открытая 25 сентября 1970 года.
По состоянию на апрель 2025 года действует 8 троллейбусных маршрутов. Численность троллейбусов составляет 130 единиц, которые обслуживаются единственным троллейбусным депо. Перевозку осуществляет АО «Кемеровская электротранспортная компания».

## История
Троллейбусная система в Кемерове начала проектироваться ещё в 1960-е годы. Население промышленного центра быстро увеличивалось, а существующая на тот момент трамвайная сеть не справлялась с пассажиропотоком. К концу 60-х, началу 70-х годов началась активная застройка Ленинского района города. Левобережную часть города обслуживала только Кемеровская Автоколонна № 1237, из-за чего для оптимизации пассажирских перевозок стал вопрос о строительстве в городе троллейбусной системы.
Торжественный пуск состоялся 25 сентября 1970 года на площади Советов, откуда пошли от Советского проспекта до ж/д Вокзала (ныне линия демонтирована). Движение открыли троллейбусы ЗИУ-5Д производства Завода им. Урицкого (ныне «Энгельсский завод электрического транспорта»).
- Маршрут № 1 следовал от КХЗ по Советскому проспекту и далее по улице 50 лет Октября до проспекта Ленина, а затем по нему до бульвара Строителей;
- Маршрут № 2 следовал от улицы Терешковой по проспекту Ленина до улицы 50 лет Октября; затем по улице 50 лет Октября до Советского проспекта, и далее по нему до завода «Токем». Далее по Карболитовской улице (тогда — Патриса Лумумбы) до пересечения Красноармейской улицы и Кузнецкого проспекта,  потом до ж/д Вокзала и по проспекту Ленина до бульвара Строителей;
- Маршрут № 3 следовал во встречном направлении маршруту № 2.

15 января 1980 года была открыта троллейбусная линия «д/п Бульвар Строителей — пр. Ленина — ул. Красноармейская — Азот — ДСК». Был запущен маршрут № 4 и скорректирован № 1, который стал с проспекта Ленина поворачивать на Соборную улицу к цирку и далее на Красноармейскую улицу, затем на улицу 50 лет Октября и далее по бывшему маршруту.
Помимо этого в 80-х гг. были пущены линии по бульвару Строителей и проспекту Химиков, где стали ходить во встречных направлениях маршруты № 1 и 2. В середине 80-х гг. линия по Кузнецкому проспекту от ж/д Вокзала до Красноармейской улицы была демонтирована в ходе реконструкции Кузнецкого проспекта и больше не восстанавливалась ввиду загруженности Кузнецкого проспекта (он является частью магистрали М-53).
В 1991 году было открыто движение в микрорайон Шалготарьян Ленинского района. Туда по новой линии пошёл маршрут № 5 «Троллейбусное депо — д/п Шалготарьян». А уже 26 ноября 1993 года полностью открылось движение по Октябрьскому проспекту — второй крупной магистрали города, соединяющей Центральный и Ленинский районы. Тогда же были пущены маршруты № 6 «д/п Шалготарьян — ж/д Вокзал» и № 7 «д/п Шалготарьян — Губернский рынок». Маршрут № 5 закрыли. Однако «шестёрка» первоначально от вокзала следовала по проспекту Ленина, затем поворачивала на улицу Волгоградскую и далее до микрорайона Шалготарьян, а обратно уже следовала по проспекту Октябрьскому через цирк до вокзала. Но в результате реконструкции проспекта Ленина в 2000 году маршрут № 6 пустили от вокзала через улицу 50 лет Октября и далее по Красноармейской улице и Октябрьскому проспекту до Шалготарьяна (нынешняя схема).
В середине 90-х был пущен маршрут № 8 «д/п Шалготарьян — Кирова», вскоре закрытый, так как «восьмёрку» во многом дублировал автобусный маршрут № 29, не делающий крюк по Красноармейской улице, а следующий напрямую с Октябрьского проспекта на Советский проспект через Университетский мост. Вновь маршрут был открыт 26 ноября 1999 года, действовал до октября 2013 года.
С 1989 по 1998 годы в Кемерове работали троллейбусные поезда, состоящие из двух машин ЗиУ-682, соединённых по системе Владимира Веклича. Обычно работали на маршрутах № 1, 2, 7. В 1998 году по требованию ГАИ троллейбусные поезда были расцеплены, так как СМЕ создавали на дорогах аварийные ситуации. Троллейбусы, соединённые по системе Владимира Веклича, работали наряду с одиночными троллейбусами ЗиУ-683.
В мае 2002 г. пущены маршруты № 10 «д/п Шалготарьян — КОАО Азот» (был закрыт в 2007 году) и № 11 «д/п Шалготарьян — ж/д Вокзал», ходивший через Волгоградскую улицу. Уже в июле маршрут № 11 стал ходить в сторону вокзала через бульвар Строителей.
18 августа 2005 года состоялось торжественное открытие линии по улице Терешковой через Кузбасский мост до проспекта Шахтёров. Тогда впервые троллейбус был пущен в правобережную часть города. В правобережье пошёл новый маршрут № 12 «Проспект Шахтёров — КЭТК». В ноябре 2005 года открыт маршрут № 14 «Проспект Шахтёров — Троллейбусное депо», а затем, в 2006 году, был продлён до остановки «д/п Бульвар Строителей» по проспекту Химиков.
Середина-конец 2000-х годов — эпоха масштабного строительства новых линий и обновления подвижного состава. Парк ПС обновлялся с заметной периодичностью. В этот период были построены:
- Декабрь 2007 года — линия по бульвару Строителей и улице Марковцева до Комсомольского проспекта; продлены маршруты № 2 и 3 до остановки «д/п Комсомольский»;
- 29 февраля 2008 года — линия по проспекту Химиков и Комсомольскому проспекту до остановки «д/п Комсомольский», т. е. появилась ещё одна линия до рынка Колос; перенаправлен маршрут № 2 и продлён маршрут № 14 до остановки «д/п Комсомольский» через улицу Марковцева;
- 12 июня 2008 года — линия по Молодёжному проспекту в микрорайон ФПК, открытая в честь 90-летнего юбилея города; пуск маршрута № 15 «Магазин Чибис — КЭТК»;
- 29 августа 2008 года — линия до остановки «ТУРР» на правом берегу; продлён маршрут № 12, закрытие маршрута № 14.

Однако в начале 2010-х наметился спад в развитии троллейбусной сети. Администрация города в 2011 году заявила, что в ближайшем будущем новых троллейбусных линий и маршрутов не предвидится ввиду недостатка финансирования. 4 ноября 2011 года была окончательно достроена линия по проспекту Шахтёров до остановки «Сельская больница». В то же время маршрут № 12 был сокращён до остановки «Кирова».
В марте 2011 года в качестве эксперимента был пущен маршрут № 9 «д/п Шалготарьян — Магазин Чибис» через бульвар Строителей, но после двух дней работы (3 и 4 марта) был закрыт.
Весной 2015 года маршрут № 4 был окончательно сокращен до остановки «КОАО Азот», причиной чего был низкий пассажиропоток до конечной остановки «ДСК». До этого так маршрут следовал вне час пик и в выходные дни.
2 ноября 2015 года маршрут № 12 был перенаправлен с конечной остановки «Кирова» на ж/д Вокзал, изначально в качества эксперимента, позже — в постоянном режиме.
В марте 2021 года маршрут № 4 был продлён от «д/п Бульвар Строителей» до «д/п Комсомольский» по проспекту Химиков и Комсомольскому проспекту. Через месяц, 1 апреля, был закрыт маршрут № 2 в связи с низким пассажиропотоком.
14 сентября 2023 года на линию вышли новые троллейбусы «Адмирал 62801.01» с увеличенным автономным ходом. Благодаря автономному ходу, маршрут № 15 продлили на Южный до новой конечной остановки «Ул. Юрия Двужильного». Из десяти новых троллейбусов девять курсируют по маршруту № 15, один — по маршруту № 1. На момент 8 сентября 2024 года в город поступили все 62 новых троллейбусов ПКТС-6281.01 «Адмирал»
В январе 2025 года в связи с низким пассажиропотоком был закрыт маршрут №6.

1 июля 2024 начал работать троллейбусный маршрут №10 "Сельская больница - Драмтеатр". Маршрут является временной альтернативой трамвайному маршруту №10. На маршруте работает 3 троллейбуса модели ПКТС-6281.01 «Адмирал»

## Маршруты

### Действующие маршруты
| №  | Начальный пункт        | Маршрут следования | Конечный пункт         | Дни работы |
| -- | ---------------------- | --- | ---------------------- | ---------- |
| 1  | АО "КЭТК"              | пр. Советский - ул.50 лет Октября - ул. Красноармейская - пр. Ленина - бул. Строителей - пр. Химиков ул. Терешковой - пр. Ленина - ул. Красноармейская - ул. 50 лет Октября - пр. Советский | Троллейбусное депо     | будни      |
| 3  | Железнодорожный вокзал | пр. Ленина - бул. Строителей - ул. Марковцева ул. Марковцева - бул. Строителей - пр. Ленина | Д/п Комсомольский      | ежедневно  |
| 4  | д/п Комсомольский      | пр. Комсомольский – пр. Химиков – бул. Строителей – пр. Ленина – ул. Красноармейская ул. Красноармейская – пр. Ленина – бул. Строителей – пр. Химиков – пр. Комсомольский | КОАО «Азот»            | ежедневно  |
| 7  | д/п Шалготарьян        | пр. Октябрьский – ул. Соборная – ул. Красноармейская – ул. Карболитовская ул. Карболитовская – пр. Советский – ул. 50 лет Октября – ул. Красноармейская – ул. Соборная – пр. Октябрьский | Губернский рынок       | ежедневно  |
| 10 | Драмтеатр              | пр. Советский - пр. Кузнецкий - пр. Шахтёров пр. Шахтёров - пр. Кузнецкий - пр. Советский | Сельская больница      | будни      |
| 11 | д/п Шалготарьян        | пр. Октябрьский – бул. Строителей – пр. Ленина пр. Ленина – ул. Волгоградская – пр. Октябрьский | Железнодорожный вокзал | будни, сб  |
| 12 | Железнодорожный вокзал | пр. Ленина - ул. 50 лет Октября - ул. Красноармейская - ул. Соборная - пр. Октябрьский - ул. Терешковой - пр. Шахтёров пр. Шахтёров - ул. Терешковой - пр. Ленина | Сельская больница      | ежедневно  |
| 15 | АО "КЭТК"              | пр. Советский - ул. 50 Октября - ул. Красноармейская - ул. Соборная - пр. Ленина - ул. Терешковой - пр. Химиков - пр. Молодёжный - ул. Юрия Двужильного ул. Юрия Двужильного - пр. Молодёжный - пр. Химиков - ул. Терешковой - пр. Ленина - ул. Соборная - ул. Красноармейская - ул. 50 лет Октября - пр. Ленина | Ул. Юрия Двужильного   | будни, сб  |

### Закрытые маршруты
| №  | Начальный пункт        | Маршрут следования | Конечный пункт               | Дата и причина закрытия                     |
| -- | ---------------------- | --- | ---------------------------- | ------------------------------------------- |
| 2  | АО "КЭТК"              | просп. Советский - 50 лет Октября - просп. Ленина - ул. Терешковой - просп. Химиков - просп. Комсомольский просп. Комсомольский - бульв. Строителей - просп. Ленина - 50 лет Октября - просп. Советский | Д/п Комсомольский            | 01.04.2021; низкий пассажиропоток           |
| 5  | д/п Шалготарьян        | пр. Октябрьский – ул. Волгоградская – пр. Ленина – ул. Терешковой ул. Терешковой – пр. Ленина – бул. Строителей – пр. Октябрьский                                                                       | Троллейбусное депо           | 1993 год; невостребованность                |
| 6  | Железнодорожный вокзал | просп. Ленина - 50 лет Октября - ул. Красноармейская - ул. Соборная - просп. Октябрьский просп. Октябрьский - ул. Соборная- просп. Ленина                                                               | Д/п Шалготарьян              | 27.01.2025; низкий пассажиропоток           |
| 8  | д/п Шалготарьян        | пр. Октябрьский – ул. Соборная – ул. Красноармейская – ул. 50 лет Октября – пр. Советский пр. Советский – ул. 50 лет Октября – ул. Красноармейская – ул. Соборная – пр. Октябрьский                     | Кирова                       | 15.10.2013; дублировался маршрутом № 7      |
| 9  | д/п Шалготарьян        | пр. Октябрьский – бул. Строителей – пр. Химиков – пр. Молодёжный пр. Молодёжный – пр. Химиков – бул. Строителей – пр. Октябрьский                                                                       | Магазин Чибис (ныне — Сквер) | 05.03.2011; был экспериментальным маршрутом |
| 10 | д/п Шалготарьян        | пр. Октябрьский – ул. Соборная – ул. Красноармейская ул. Красноармейская – ул. Соборная – пр. Октябрьский                                                                                               | КОАО Азот                    | март 2007 года; невостребованность          |
| 14 | д/п Комсомольский      | ул. Марковцева – бул. Строителей – д/п Бульвар Строителей – бул. Строителей – пр. Химиков – ул. Терешковой ул. Терешковой – пр. Химиков – бул. Строителей – ул. Марковцева                              | Проспект Шахтёров            | августа 2008 года, невостребованность       |

## Перспективы развития
Линия до Лесной Поляны
В 2009-2010 годах в период строительства скоростной трассы до города-спутника Лесная Поляна широко обсуждался проект пригородной троллейбусной линии от улицы Терешковой до города-спутника Лесная Поляна по новой трассе с выходом на Елыкаевскую трассу. Данная тема по настоящее время является спорной. Предполагалось, что маршрут будет следовать от ж/д Вокзала через улицу 50 лет Октября по Красноармейской и Октябрьскому проспекту, далее от ТРЦ «Лапландия» по улице Терешковой по Кузбасскому мосту через реку Томь и на новую развязку в д. Красной; далее — 10 км по новой трассе до Лесной Поляны. Однако строительство линии, возможно, начнётся когда Лесная Поляна будет полностью заселена. На данный момент Лесная Поляна обслуживается автобусными маршрутами № 156, 170э, 171э, 172э, 173э. По мнению сторонников строительства линии в Лесную Поляну, троллейбусный маршрут до нового города-спутника необходим ввиду того, что Лесная Поляна известна как современный и экологически чистый район, и работа ГЭТ в пределах города-спутника будет очень актуальна.
Линия в Южный микрорайон
В планах числится троллейбусная линия в Южный микрорайон с двух сторон: со стороны микрорайона ФПК и со стороны Соборной улицы. Так как Южный — динамично развивающийся жилой массив города, и ныне существующие маршруты автобусов и трамвайный маршрут № 5 уже не справляются с пассажиропотоком в данную часть города.
Прочее
Маршрут № 9, несмотря на то, что был закрыт после двух дней работы, может быть открыт после окончательного утверждения и некоторой коррекции. Возможно, что «девятка» будет ходить от микрорайона ФПК по улице Терешковой и далее по Октябрьскому проспекту, а на обратном пути — по бульвару Строителей.
После того, как будет полностью застроен Притомский проспект, возможно, будет построена новая линия по нему.
Однако линию дальше остановки «Сельская больница», по словам сотрудников городской администрации, продлевать не будут, так как пассажиропоток дальше незначителен и там вполне хватает автобусных маршрутов. Не идёт речи о строительстве линии в Кировский район, так как для строительства линии необходимо расширять существующие дороги, соединяющие Рудничный район с Кировским.

## Троллейбусные парки
Троллейбусное депо № 1
В 1967 году были забиты первые сваи под фундамент главного корпуса троллейбусного депо. На момент строительства парк был рассчитан на 100 машин.
Ныне действующее депо расположено по адресу пр. Химиков, 4. Мимо него проходят маршруты № 1 и 15.
По генеральному плану города 2012-2032, принятому 24.06.2011, в Кемерово планируется строительство второго троллейбусного депо на Кузбасском проспекте в микрорайоне Люскус после застройки и заселения данного микрорайона. Это не в самой ближайшей перспективе: вероятнее всего, не ранее 2025-2030 года. Предположительно, второе троллейбусное депо будет запущено после того, как в правобережной части города появится минимум 3-4 регулярных маршрута.

## Подвижной состав
В 1970-х гг. движение открыли троллейбусы ЗиУ-5, эксплуатация которых завершилась лишь в начале 80-х гг. В 70-е гг. троллейбусный парк укомплектовывался традиционными для городов Советского Союза троллейбусами ЗиУ-9. До начала 2000-х гг. весь парк города Кемерово состоял сугубо из моделей ЗиУ-682 различных модификаций. В 1993 году в Кемерове впервые появились машины ЗиУ-683 «гармошки» — троллейбусы особо большой вместительности, проработавшие на линии до начала 2000-х гг.
Разнообразие моделей ПС появилось в начале 2000-х. В 2001 году для города были закуплены троллейбусы Вологодского механического завода (ВМЗ, а ныне ОАО «Транс-Альфа»), являвшиеся копиями ЗиУ-682 внешне, ничем не отличавшиеся от обычных ЗиУ. Единственным отличием был лишь горб на крыше, где располагалось вынесенное на крышу электрооборудование. В то же время силами работников троллейбусного депо проходили единичные сборки троллейбусов БТЗ из машинокомплектов. К настоящему моменту все эти машины уже выведены из эксплуатации.
В 2005 году поступила партия из 10 троллейбусов БТЗ-5276 для открытого маршрута № 12 в Рудничный район. В 2007 году для торжественного открытия линии по улице Марковцева в город закупили партию из 4 машин «Тролза-Оптима». Далее, в конце 2000-х — начале 2010-х парк укомплектовывался троллейбусами БТЗ-5276 разных модификаций, наряду с БТЗ-5276 закупались и ЗиУ-682 КР Иваново.
В конце 2020 года поступили 20 троллейбусов из Москвы: БКМ-321 — 5 шт., Тролза-5265 «Мегаполис» — 7 шт., МТрЗ-52791 «Садовое кольцо» — 8 шт. В настоящее время окончательно отстранены и списаны
В августе 2023 года в город поступило новых 10 инновационных троллейбусов «Адмирал 62801.01» с увеличенным автономным ходом от Энгельсского завода электрического транспорта, начавшие свою работу на маршрутах № 1 (1 троллейбус) и 15 (9 троллейбусов). В ноябре того же года в город прибыло ещё два новых троллейбуса данной марки, которые стали курсировать по маршруту № 1.
В начале марта 2024 года в город поступило пять новых «Адмиралов», вышедших на маршрут № 12. В общей сложности, в 2024 году планируется приобрести 48 троллейбусов «Адмирал», а в общей сложности — не менее 60 таких машин, чтобы поэтапно обновить весь троллейбусный парк.